# Elysio Quedas
Elísio Quedas Guedes, conhecido como Carioca, (São Paulo, 4 de julho de 1913 — Guarulhos, 30 de janeiro de 1988) foi um futebolista brasileiro que atuou como atacante.

## Biografia
Na Portuguesa, o atacante Carioca foi bicampeão paulista (APEA) em 1935 e 1936 e artilheiro de 1936 com 18 gols.
No São Paulo, o atacante Carioca foi um bom artilheiro de 1937 a 1940, em 77 jogos, 35 vitórias, 7 empates, 35 derrotas, com 43 gols. Em 1938 na sua melhor temporada, marcou 18 gols em 30 jogos.

## Títulos
- Campeonato Paulista (APEA): 1935 e 1936

## Prêmios individuais
- Artilheiro do Campeonato Paulista de Futebol de 1936 (APEA): 18 gols[1]